# Барнеков
Барнеков (нем. Barnekow) — община в Германии, в земле Мекленбург-Передняя Померания.
Входит в состав района Северо-Западный Мекленбург. Подчиняется управлению Дорф Мекленбург-Бад Клайнен.  Население составляет 652 человека (на 31 декабря 2010 года). Занимает площадь 15,59 км².
Коммуна подразделяется на 4 сельских округа.